# حديقة الجزيرة الملكية الوطنية
حديقة الجزيرة الملكية الوطنية (بالإنجليزية: Isle Royale National Park) هي حديقة وطنية تقع على بحيرة سوبيريور بولاية ميتشغان بالولايات المتحدة، وتشمل جزيرة طولها 72 كم وجزر صغيرة تحيط بها.وقد تم الاعتراف بالمتنزه كمحمية للمحيط الحيوي من قبل اليونسكو منذ عام 1980. وتعتبر الحديقة وطنية صغيرة نسبيًا مقارنة بباقي المنتزهات الوطنية حيث لا تتجاوز مساحتها (2,314  كيلومتر مربع)، منها 542 كيلومتر فقط فوق سطح الماء.
تشتهر الحديقة بعدد لاباس به من الموظ والذئاب التي يتتبعها العلماء الذين يدرسون العلاقات بين الحيوانات المفترسة. يوجد عادة حوالي 25 ذئبًا و 1000 موظ في الجزيرة، لكن الأعداد تتغير بشكل كبير سنويًا. ففي فصول الشتاء القاسية للغاية، قد تسافر الحيوانات فوق البحيرة المتجمدة من وإلى الشاطئ الكندي.
لحماية الذئاب من أمراض الكلاب، يُمنع منعًا باتًا دخول الكلاب إلى المنتزه.